# Saison 8 de Scrubs
Chronologie
Saison 7 Saison 9
Cet article présente le guide des épisodes de la huitième saison de la série télévisée Scrubs.

## Distribution

### Acteurs principaux
- Zach Braff (VF : Alexis Tomassian) : Dr John Michael « JD » Dorian
- Sarah Chalke (VF : Véronique Desmadryl) : Dr Elliot Reid
- Donald Faison (VF : Lucien Jean-Baptiste) : Dr Christopher « Turk » Duncan Turk
- John C. McGinley (VF : Hervé Jolly) : Dr Perceval « Perry » Ulysse Cox
- Judy Reyes (VF : Julie Turin) : Infirmière Carla Espinosa
- Ken Jenkins (VF : Richard Leblond) : Dr Robert « Bob » Kelso
- Neil Flynn (VF : Marc Alfos) : L'homme de ménage ou le Concierge (The Janitor en VO)

### Acteurs secondaires
- Robert Maschio (VF : Pascal Germain) : Dr Todd Quinlan
- Sam Lloyd (VF : Denis Boileau) : Ted Buckland
- Christa Miller-Lawrence (VF : Brigitte Aubry) : Jordan Sullivan
- Eliza Coupe (VF : Anne Dolan) : Denise « Jo » Mahoney
- Sonal Shah (en) (VF : Adeline Chetail) : Sonia « Sunny » Dey
- Betsy Beutler (VF : Karine Foviau) : Katie Collins (7 épisodes)
- Courteney Cox (VF : Maïk Darah) : Dr Taylor Maddox (épisodes 1 à 3)
- Taran Killam (en) (VF : Christophe Lemoine) : Jimmy (épisodes 1, 4, 10 et 17)
- Aziz Ansari (VF : Aurélien Ringelheim) : Ed (épisodes 1, 2, 5 et 8)
- Travis Schuldt (VF : Yann Guillemot) : Keith Dudemeister (épisodes 1 et 19)
- Randall Winston (en) : Leonard (épisodes 2, 14, 18 et 19)
- Manley Henry : Titulaire Ronald, dit Snoop Dogg (épisodes 2, 18 et 19)
- Frank Cameron (VF : Matthieu Albertini) : Dr Walter Mickhead (épisodes 3 et 7)
- Bob Bencomo : Coleman Slawski, dit Docteur Colonel (épisode 7)
- Kate Micucci : Stephanie Gooch (épisodes 8, 9, 17 et 19)
- Andrew Miller : Jack Cox (épisodes 8, 11, 18 et 19)
- Philip McNiven (VF : Yves-Henry Salerne) : Roy (épisodes 8 et 19)
- Aloma Wright (VF : Catherine Artigala) : Infirmière Laverne Roberts (épisodes 10 et 19)
- Geoff Stevenson : Dr Beardface (nom original, traduit par Dr Barbeblanche, Barberousse, Barbepoilue selon les épisodes) (épisode 10)
- Bob Clendenin (en) (VF : Éric Marchal) : Dr Bob Zeltzer (épisodes 11 et 19)
- Lee Thompson Young : Derek, interne en médecine (épisodes 12, 13 et 17)
- Elizabeth Banks (VF : Marie-Eugénie Maréchal) : Dr Kim Briggs (épisode 16 et 17)
- Scott Foley (VF : Constantin Pappas) : Sean Kelly (épisode 16)
- Martin Klebba : Randall Winston (épisode 19)
- Michael Hobert (en) : Lonnie (épisode 19)
- Tom Cavanagh (VF : Lionel Tua) : Daniel « Dan » Dorian (épisode 19)
- Bellamy Young (VF : Claire Guyot) : Dr Grace Miller (épisode 19)
- Nicole Sullivan (VF : Barbara Delsol) : Jill Tracy (épisode 19)
- Phill Lewis (VF : Thierry Desroses) : Hooch (épisode 19)

### Invités
- Josh Elliott (en) et Hannah Storm (en) (caméo) (épisode 11)

### Personnages absents
Au cours de la saison 8, on s'aperçoit que dans de nombreux épisodes tour à tour un des personnages principaux n'apparaît pas du tout. C'est le cas pour JD (809, 813), Elliot (802, 808), Dr Cox (802, 810), Turk (803, 807, 808), Carla (804, 806)...

## Résumé de la saison
Le Dr Kelso a pris sa retraite, et c'est une femme qui devient le chef de médecine Sacré-Cœur : le Dr Taylor Maddox, qui s'avèrera pire que son prédécesseur, privilégiant les relations avec les donateurs et les assurances aux soins à prodiguer. Cox devra appeler Kelso, qui passe sa retraite à s'asseoir au Coffee Bucks de l'hôpital, pour s'en débarrasser. Cox se voit alors proposer le poste sur recommandation de Kelso, qu'il accepte, et J.D. devient le nouveau chef d'internat. Il a affaire à de nouvelles têtes : Denise Mahoney, un garçon manqué qui manque d'empathie ; Ed, un interne fainéant ; Katie, une arriviste qui utilise les autres pour asseoir son succès ; Sunny, qui déborde d'enthousiasme.
D'un point de vue personnel, J.D. et Elliot ont enfin un équilibre dans leur relation de colocataires, et décident de se donner une nouvelle chance d'avoir une vie de couple en évitant les erreurs passées. Turk et Carla apprennent qu'ils vont être à nouveau parents.
La fin de l'année réserve une surprise de taille pour tous : pour se rapprocher de son fils, J.D. décide de quitter le Sacré-Cœur. Tous, y compris le Dr Cox, sont tristes de le voir partir, sauf J.D., qui est nostalgique et confiant dans l'avenir.

## Épisodes

### Épisode 1:Mes crétins
- États-Unis /  Canada : 6 janvier 2009 sur ABC[1] / Citytv[2]
- France : 
  - 31 août 2009 sur TPS Star
  - 6 janvier 2012 sur M6

- Courteney Cox (Dr Maddox)
- Sam Lloyd (Ted)
- Travis Schuldt (Keith)
- Eliza Coupe (Denise)
- Betsy Beutler (Katie)
- Aziz Ansari (Ed)
- James Ritz (Mr. Hicks)
- Eric Artell (Rodney)
- Taran Killam (Jimmy)
- Aseem Batra (Josephine)
- Michael Spiller (the balloon guy)

### Épisode 2:Mes derniers mots
- États-Unis /  Canada : 6 janvier 2009 sur ABC / Citytv
- France : 
  - 31 août 2009 sur TPS Star
  - 6 janvier 2012 sur M6

- Courteney Cox (Dr Maddox)
- Sam Lloyd (Ted)
- Eliza Coupe (Denise)
- Aziz Ansari (Ed)
- Glynn Turman (George Valentine)
- Deonte Gordon (Shawn)
- Helen Sikanda (the nurse)
- Randall Winston (death)
- Devon Mahoney (the chubby guy)
- Darren Hanvey (the doctor)
- Manley Henry (Snoop Dawg attending)

### Épisode 3:Mon salut
- États-Unis : 13 janvier 2009 sur ABC
- France : 
  - 1er septembre 2009 sur TPS Star
  - 6 janvier 2012 sur M6

- Courteney Cox (Dr Maddox)
- Christa Miller (Jordan)
- Betsy Beutler (Katie)
- Jennifer Jostyn (Dr Simmons)
- Annie Little (Christine)
- Frank Novak (Pat)
- Marcus Folmar (Mr. Tillman)
- Frank Cameron (Dr Mickhead)

### Épisode 4:Mon coin de paradis
- États-Unis : 13 janvier 2009 sur ABC
- France : 
  - 2 septembre 2009 sur TPS Star
  - 13 janvier 2012 sur M6

- Robert Maschio (Todd)
- Sam Lloyd (Ted)
- Taran Killam (Jimmy)
- Scott Rinker (Mr. Halford)
- Cathleen Kaelyn (Mrs. Halford)
- Jack Grinnage (Marvell)
- Diane Vincent (Whitney)
- Michael Potter (the patient)

### Épisode 5:Mon ABC de la vie
- États-Unis : 27 janvier 2009 sur ABC
- France : 
  - 3 septembre 2009 sur TPS Star
  - 13 janvier 2012 sur M6

- Betsy Beutler (Katie)
- Eliza Coupe (Denise)
- Aziz Ansari (Ed)
- Kevin Clash (Elmo)
- Eric Jacobson (Grover)
- Carroll Spinney (Oscar the Grouch)
- Julia Campbell (Mrs. Fremont)
- David Goryl (Mr. Fremont)

### Épisode 6:Mon point faible
- États-Unis : 27 janvier 2009 sur ABC
- France : 
  - 4 septembre 2009 sur TPS Star
  - 20 janvier 2012 sur M6

- Robert Maschio (Todd)
- Christa Miller (Jordan)
- Eliza Coupe (Denise)
- Anthony Russell (Mr. Lawton)
- Erin Kate Whitehead (the nurse)

### Épisode 7:Mon nouveau rôle
- États-Unis : 3 février 2009 sur ABC
- France : 
  - 7 septembre 2009 sur TPS Star
  - 20 janvier 2012 sur M6

- Robert Maschio (Todd)
- Sam Lloyd (Ted)
- Todd Bosley (Howie)
- Betsy Beutler (Katie)
- Bob Bencomo (Colonel Doctor)
- Frank Cameron (Dr Mickhead)
- Marcy Minton (Nurse Barbara)
- Lew Dauber (Mr. Vaughn)
- Helen Geller (Mrs. Fishman)
- Mary Passeri (Nurse Nelly)

### Épisode 8:Mon grand saut
- États-Unis : 3 février 2009 sur ABC
- France : 
  - 8 septembre 2009 sur TPS Star
  - 27 janvier 2012 sur M6

- Sam Lloyd (Ted)
- Christa Miller (Jordan)
- Andrew Miller (Jack)
- Aziz Ansari (Ed)
- Kate Micucci (Stephanie)
- Blair Williamson (Craig)
- George Miserlis (Crispin)
- Paul Perry (Randall)
- Philip McNiven (Roy)

### Épisode 9:Mon jour d'absence
- États-Unis : 10 février 2009 sur ABC
- France : 
  - 9 septembre 2009 sur TPS Star
  - 27 janvier 2012 sur M6

- Sam Lloyd (Ted)
- Eliza Coupe (Denise)
- Sonal Shah (Sunny)
- Marcia Ann Burrs (Peggy Townesend)
- Kate Micucci (Stephanie)

### Épisode 10:Ma comédie
- États-Unis : 10 février 2009 sur ABC
- France : 
  - 10 septembre 2009 sur TPS Star
  - 3 février 2012 sur M6

- Aloma Wright (Nurse Roberts)
- Robert Maschio (Todd)
- Eliza Coupe (Denise)
- Betsy Beutler (Katie)
- Todd Bosley (Howie)
- Sonal Shah (Sunny)
- Julie Pop (Lulu Tarasi)
- Amanda Thorp (Brianna Tarasi)
- Taran Killam (Jimmy)
- Scott Palmason (Dr Kelso intern)
- Geoff Stevenson (Dr Beardface)
- Daniel Saltos (Dr Wen Intern)

### Épisode 11:Mon nah nah nah!
- États-Unis : 18 mars 2009 sur ABC
- France : 
  - 11 septembre 2009 sur TPS Star
  - 3 février 2012 sur M6

- Andrew Miller (Jack)
- Christa Miller (Jordan)
- Kit Pongetti (Lady)
- Phoebe Dorin (Mrs. Jensen)
- Robert Maschio (Todd)

### Épisode 12:Ma promotion
- États-Unis : 25 mars 2009 sur ABC
- France : 
  - 14 septembre 2009 sur TPS Star
  - 10 février 2012 sur M6

- Robert Maschio (Todd)
- Eliza Coupe (Denise)
- Betsy Beutler (Katie)
- Todd Bosley (Howie)
- Sonal Shah (Sunny)
- Lee Thompson Young (Derek)
- Adam Conger (Charles)
- Linda Tomassone (Paige)

### Épisode 13:Ma pleine lune
- États-Unis : 1er avril 2009 sur ABC
- France : 
  - 15 septembre 2009 sur TPS Star
  - 10 février 2012 sur M6

- Robert Maschio (Todd)
- Eliza Coupe (Denise)
- Betsy Beutler (Katie)
- Sonal Shah (Sunny)
- Todd Bosley (Howie)
- Lee Thompson Young (Derek)
- Corena Chase (Robyn)
- Jean St. James (Mrs. Powell)
- Tim Moore (Mr. Gold)
- Mark Ankeny (Mr. Swick)
- Sara Van Horn (Mrs. Emmitt)
- Debra Fordham (Dr Fordham)
- Deonte Gordon (the orderly)

### Épisode 14:Mes vacances au soleil(1repartie)
- États-Unis : 8 avril 2009 sur ABC
- France : 
  - 16 septembre 2009 sur TPS Star
  - 17 février 2012 sur M6

- Robert Maschio (Todd)
- Sam Lloyd (Ted)
- Christa Miller (Jordan)
- Kit Pongetti (Lady)
- Johnny Kastl (Doug)
- Bob Rumnock (the patient)
- Mike Schwartz (Lloyd)
- Barry Williams (lui-même)
- Randall Winston (Leonard)
- Clark Devol (Liam)

### Épisode 15:Mes vacances au soleil(2epartie)
- États-Unis : 15 avril 2009 sur ABC
- France : 
  - 17 septembre 2009 sur TPS Star
  - 17 février 2012 sur M6

- Robert Maschio (Todd)
- Sam Lloyd (Ted)
- Christa Miller (Jordan)
- Kit Pongetti (Lady)
- Johnny Kastl (Doug)
- Bob Rumnock (the patient)
- Mike Schwartz (Lloyd)
- Barry Williams (lui-même)
- Randall Winston (Leonard)
- Clark Devol (Liam)
- Bill Lawrence (Vaan)

### Épisode 16:L'Ex de mon ex
- États-Unis : 22 avril 2009 sur ABC
- France : 
  - 18 septembre 2009 sur TPS Star
  - 24 février 2012 sur M6

- Robert Maschio (Todd)
- Elizabeth Banks (Kim)
- Sonal Shah (Sunny)
- Todd Bosley (Howie)
- Scott Foley (Sean)
- Arielle Byron (the barista)
- Korbi Ghosh (Nurse Korbi)

### Épisode 17:Mon changement de vie
- États-Unis : 5 mai 2009 sur ABC
- France : 
  - 21 septembre 2009 sur TPS Star
  - 24 février 2012 sur M6

- Robert Maschio (Todd)
- Sam Lloyd (Ted)
- Christa Miller (Jordan)
- Elizabeth Banks (Kim)
- Eliza Coupe (Denise)
- Lee Thompson Young (Derek)
- Kate Micucci (Stephanie)
- Kit Pongetti (lady)
- John Kahle (Ethan)
- Nancy Daly (Mrs. Gallin)
- Taran Killam (Jimmy)

### Épisode 18:Mon départ (1repartie)
- États-Unis : 6 mai 2009 sur ABC
- France : 
  - 22 septembre 2009 sur TPS Star
  - 2 mars 2012 sur M6

- Robert Maschio (Todd)
- Sam Lloyd (Ted)
- Christa Miller (Jordan)
- Eliza Coupe (Denise)
- Sonal Shah (Sunny)
- Andrew Miller (Jack)
- Josh Cooke (Dan Stonewater)
- Judy Jean Berns (Mrs. Stonewater)
- Deonte Gordon (the orderly)
- Randall Winston (Leonard)
- Manley Henry (Snoop Dawg attending)

### Épisode 19:Mon départ (2epartie)
- États-Unis : 6 mai 2009 sur ABC
- France : 
  - 23 septembre 2009 sur TPS Star
  - 2 mars 2012 sur M6

- Aloma Wright (Nurse Roberts)
- Robert Maschio (Todd)
- Sam Lloyd (Ted)
- Christa Miller (Jordan)
- Travis Schuldt (Keith)
- Eliza Coupe (Denise)
- Sonal Shah (Sunny)
- Colin Hay (lui-même)
- Amy Smart (Jamie)
- Andrew Miller (Jack)
- Elizabeth Bogush (Alex)
- Michael McDonald (en) (Mr. Cropper)
- Nicole Sullivan (Jill Tracy)
- Phil Lewis (Hooch)
- Taran Killam (Jimmy)
- Tom Cavanagh (Dan Dorian)
- Michael Learned (Mrs. Wilks)
- Josh Cooke (Dan Stonewater)
- Suanne Spoke (the woman)
- Judy Jean Berns (Mrs. Stonewater)
- Deonte Gordon (the orderly)
- Aseem Batra (Josephine)
- Bellamy Young (Dr Miller)
- Christina Miles (Gloria)
- Meredith Roberts (Kathy)
- Jill Tracy (Elaine)
- Katie O'Rourke (the coffee nurse)
- Kit Pongetti (Lady)
- Lindsay Ravage (Slagathor)
- Stephanie D'Abruzzo (Patti)
- Kate Micucci (Stephanie)
- Aaron Ikeda (Rex)
- Charles Rahi Chun (Dr Wen)
- Shaughn Buchholz (Cabbage)
- Jay Kenneth Johnson (Dr Matthews)
- Joe Rose (Troy)
- Martin Klebba (Randall)
- Matt Winston (Dr Steadman)
- Paul F. Perry (Randall)
- Michael Hobert (Lonnie)
- Mike Schwartz (Lloyd)
- Philip McNiven (Roy)
- Tyler Poelle (Boon)
- Robert Beckwith (Roy)
- Robert Clendenin (Dr Zeltzer)
- George Miserlis (Crispin)
- Randall Winston (Leonard)
- Frank Cameron (Dr Mickhead)
- Geoff Stevenson (Dr Beardface)
- Manley Henry (Snoop Dawg attending)
- Kathryn Joosten (Mrs. Tanner)